# Omid Aschari
Omid Aschari (* 19. November 1971) ist ein österreichischer Wirtschaftswissenschaftler und Hochschullehrer. Er ist Programmdirektor eines Management-Masterstudiengangs an der Universität St. Gallen.

## Biographie
Omid Aschari studierte  Betriebswirtschaftslehre an der Universität Linz. Dort wurde er auch  promoviert. Sein Doktorvater war Gerhard Reber. Aschari erwarb einen MBA von der Peter F. Drucker and Masatoshi Ito Graduate School of Management in Claremont (Kalifornien). Im Jahr 2003 folgte er einem Ruf an die Universität St. Gallen, um dort den Master in Strategy and International Management (SIM-HSG) zu begründen. Als programmverantwortlicher Direktor seit Gründung, konnte Aschari mit dem SIM insgesamt elf Jahre in Folge im globalen Ranking der Financial Times eine  Erstplatzierung im Ranking erreichen. Seit Oktober 2013 ist er Professor für Strategisches Management an der Universität St. Gallen.
Omid Aschari ist verheiratet und hat drei Kinder.